# Suite Lemminkäinen

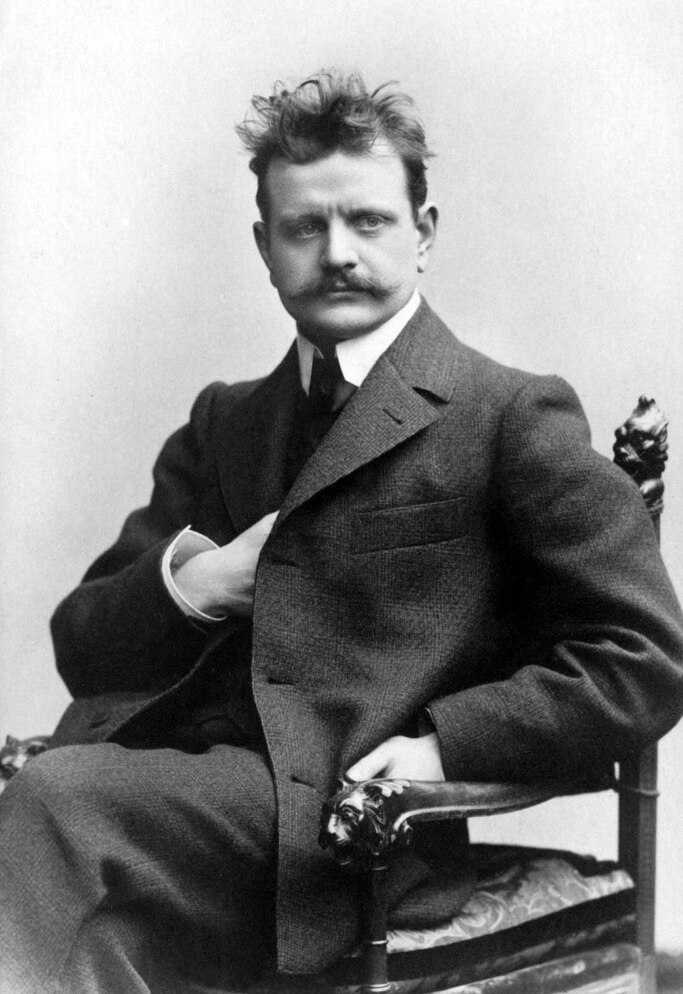
Fotografia de Jean Sibelius l'any 1890.

La Suite Lemminkäinen, o més correctament Quatre llegendes del Kalevala, op. 22, és una seqüència de quatre poemes simfònics per a orquestra completada el 1896 pel compositor finlandès Jean Sibelius. L'obra va ser concebuda com Veneen luominen (La construcció del vaixell), una òpera amb ambientació mitològica, abans de prendre la seva forma com a suite. Hi ha un fil narratiu: se segueixen les gestes del personatge heroic Lemminkäinen del Kalevala, que és un recull de poesia folklòrica, mítica i èpica. El segon poema simfònic, El cigne de Tuonela, és popular com a obra orquestral autònoma.

## Història
La peça es va concebre originalment com una òpera mitològica abans que Sibelius abandonés la idea i la convertís en una peça formada per quatre moviments diferents. Els dos primers, però, van ser retirats pel compositor poc després de la seva estrena i no es van interpretar ni es van afegir a la partitura publicada de la suite fins al 1935. Sibelius va canviar l'ordre dels moviments quan va fer les seves darreres revisions el 1939, col·locant El cigne de Tuonela en segon lloc i Lemminkäinen a Tuonela en el tercer.
Sibelius va revisar la partitura el 1897 i el 1939.

## Moviments
- Lemminkäinen i les donzelles de l'illa es basa en el cant 29 ("Conquestes"[4]) del Kalevala, on Lemminkäinen viatja a una illa i sedueix moltes de les dones que hi ha, abans de fugir de la ràbia dels homes de l'illa. El moviment també es coneix com a Lemminkäinen i les donzelles de Saari, sent Saari la paraula finlandesa per a illa.
- El cigne de Tuonela és el més popular dels quatre poemes simfònics i sovint apareix sol, sense la resta de la suite, en programes orquestrals. Té un destacat solo de corn anglès. La música dibuixa una imatge transcendental i guapa d'un cigne místic nedant al voltant de Tuonela, l'illa dels morts. Lemminkäinen ha rebut l'encàrrec de matar el cigne sagrat, però en el camí rep una fletxa enverinada i ell mateix mor.
- Lemminkäinen a Tuonela es basa en el cant 14 ("Elk, cavall, cigne"[5]) i 15 ("Resurrecció"[6]). Lemminkäinen es troba a Tuonela, la terra dels morts, per disparar al Cigne de Tuonela per poder reclamar la filla de Louhi, mestressa de la Pohjola o Northland, en matrimoni. Tanmateix, el cec de la Terra del Nord mata a Lemminkäinen, el cos del qual és llençat al riu i després esquarterat. La mare de Lemminkäinen s'assabenta de la seva mort, viatja a Tuonela, recupera parts del seu cos, el torna a muntar i el torna a la vida.
- El retorn de Lemminkäinen. La història de la partitura és aproximadament paral·lela al final del cant 30 ("Pakkanen"[7]), on després de les seves aventures a la batalla, Lemminkäinen viatja a casa.

## Instrumentació
La suite està escrita per a dues flautes (ambdues doblant el flautí), dos oboès (un doblant el corn anglès), dos clarinets en si bemoll (un doblant amb clarinet baix), dos fagots, quatre trompes (en mi i fa), tres trompetes (en mi i fa), tres trombons, tuba, timbales, triangle, bombo, plats, tamborí, glockenspiel, arpa i cordes.

## Enregistraments
Les versions originals de Lemminkäinen i les donzelles de l'illa i El retorn de Lemminkäinen han estat enregistrades per Osmo Vänskä i la Lahti Symphony Orchestra (BIS CD-1015). Altres enregistraments de la suite publicada completa són de l'⁣Orquestra Filharmònica de Hèlsinki amb Leif Segerstam, l'Orquestra Simfònica de la Ràdio de Hèlsinki amb Okko Kamu, l'⁣Orquestra Simfònica de Gothenburg amb Neeme Järvi, l'⁣Orquestra de Filadèlfia amb Eugene Ormandy, l'⁣Orquestra Filharmònicade Los Angeles amb Esa-Pekka Salonen, l'⁣Orquestra Simfònica de Londres amb Sir Colin Davis i l'Orquestra Simfònica d'Islàndia amb Petri Sakari.